# The Sneak Attack
The Sneak Attack è il quarto album solista del rapper statunitense KRS-One. Pubblicato il 27 marzo 2001, è distribuito inizialmente dalla Koch Records.
Sull'aggregatore di recensioni Metacritic, l'album riceve un voto di 69/100.

## Recensioni
| Recensione           | Giudizio   |
| -------------------- | ---------- |
| AllMusic             | [ 1 ]      |
| Alternative Press    | [ 2 ]      |
| The A.V. Club        | favorevole |
| Blender              | [ 2 ]      |
| Entertainment Weekly | C+         |
| NME                  | [ 5 ]      |
| PopMatters           | mista      |
| RapReviews           | [ 7 ]      |
| Rolling Stone        | [ 8 ]      |
| Vibe                 | [ 2 ]      |

Il quarto album solista di Parker riceve generalmente recensioni positive.
Matt Conaway per Allmusic gli assegna 3/5 stelle, recensendolo positivamente: «Con The Sneak Attack, KRS-One, autoproclamatosi il "Dio" dell'hip-hop, ritorna dopo un periodo sabbatico di quattro anni per recuperare il suo posto come coscienza morale dell'hip-hop. Resta il più forte sostenitore delle proprie capacità liriche, come illustrato sia in Hot sia in Attendance, dove KRS dettaglia allegramente la sua lista di elogi (Sono l'insegnante, ma tu ancora non puoi vederlo / Perché mentre rispettavi Tupac, Tupac rispettava me). La passione di KRS risuona ancora e la sua filosofia resta d'avanguardia. L'accompagnamento musicale, guidato dal fratello Kenny Parker, pecca di quell'inesorabile boom-bap che avevano concesso DJ Premier e Showbiz nei precedenti lavori solistici. Tuttavia, la conoscenza di Blastmaster regna ancora sovrana, come i suoi sermoni sociologicamente conscious che fornisce su I Will Make It e Why lasciano ancora un segno indelebile.»

## Tracce
Testi di Lawrence Parker.
1. Intro – 0:19 (musica: Kenny Parker)
2. Ghetto Lifestyles – 1:59 (musica: Kenny Parker)
3. Attendance – 3:27 (musica: KRS-One)
4. Hot – 3:00 (musica: Grand Daddy I.U., Jazzy Jeff, KRS-One)
5. Why (featuring Nyce) – 2:38 (musica: KRS-One)
6. Doth Thou Know – 0:51 (musica: KRS-One)
7. The Lessin (featuring April S. Williams) – 4:32 (musica: Kenny Parker)
8. The Mind – 3:52 (musica: KRS-One)
9. HipHop Knowledge – 5:09 (musica: Domingo)
10. What Kinda World – 3:24 (musica: Domingo)
11. I Will Make It (featuring Hezekiah Walker Choir) – 2:25 (musica: Kenny Parker)
12. B-Side (Intro) – 0:16 (musica: KRS-One)
13. Get Your Self Up – 4:45 (musica: KRS-One)
14. Krush Them – 3:38 (musica: KRS-One)
15. Hush (featuring Nyce) – 3:55 (musica: BJ Wheeler)
16. The Sneak Attack (featuring April S. Williams) – 4:18 (musica: Kenny Parker)
17. Shutupayouface – 3:44 (musica: Fredreck)
18. False Pride – 2:39 (musica: KRS-One)
19. The Raptizm (featuring Hezekiah Walker Choir) – 2:59 (musica: Mad Lion)

Durata totale: 57:50

## Classifiche

### Classifiche settimanali
| Classifica (2001)         | Posizione massima |
| ------------------------- | ----------------- |
| Stati Uniti               | 43                |
| US Independent Albums     | 1                 |
| US Top R&B/Hip-Hop Albums | 9                 |